# إسماعيل محمد يوسف (منافس ألعاب قوى)
إسماعيل محمد يوسف هو منافس ألعاب قوى قطري، ولد في 10 أغسطس 1967.

## وصلات خارجية
- محمد إسماعيل يوسف على موقع الاتحاد الدولي لألعاب القوى (الإنجليزية)
- محمد إسماعيل يوسف على موقع الاتحاد الدولي لألعاب القوى (الإنجليزية)
- محمد إسماعيل يوسف على موقع أوليمبيديا (الإنجليزية)